# Пошијак
Пошијак је тврђава у Републици Српској подигнута на брду стрмих падина на мјесту које се зове град, недалеко од Пјеновца у општини Хан Пијесак.
Представља најзначајнији објекат старе архитектуре на подручју општине. Пошијак је средњовјековни град – утврђење, саграђен у 11. или 12. вијеку на гребену Пошијак, недалеко од Пјеновца. Смјештен је на брду стрмих падина који као клин лежи изнад потока Пиштице и Бјеснице уз пут Хан Пијесак - Олово. Од масива је одвојен расјелином дубоком 15 м, на источној страни, док се остале три стране стрмо обрушавају. На источној и западној страни су веће гомиле камења које потичу од рушевина кула. У унутрашњости града су видљиви остаци једне грађевине, прислоњене уз живу стјену, а уз сјеверну страну налази се јама затрпана камењем за коју се претпоставља да је била цистерна. Површинским налазима нађени су фрагменти средњовјековне керамике и жељезне троске на падинама. Грађен је у облику лађе, а поред њега се налази православна некропола са стећцима. Археолози су 1962. године обишли Пошијак и констатовали вријеме градње. Од тада није ништа озбиљније учињено на његовом археолошком истраживању.